# الحرس الشخصي لأدولف هتلر

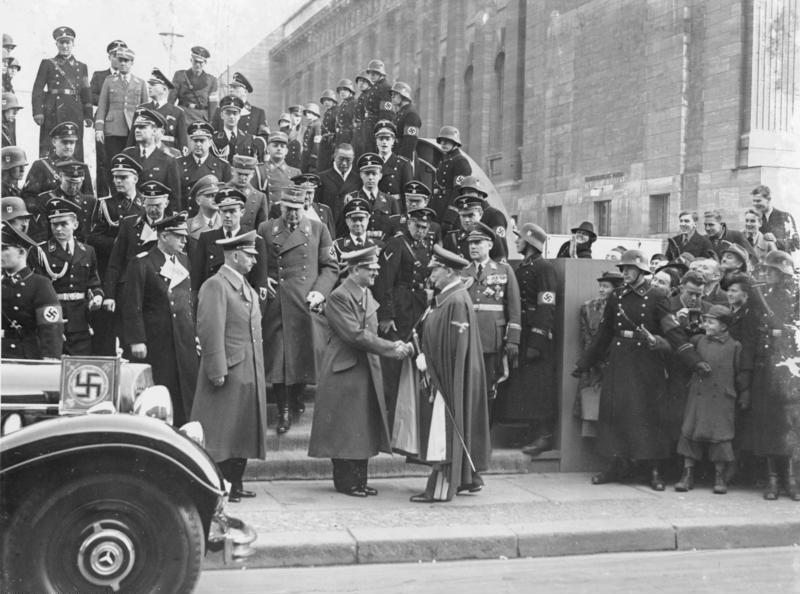
بيجليتكوماندو دس فوهررس وغيرها من رجال قوات الأمن الخاصة الذين يوفرون الأمن لهتلر في فبراير 1939

بدأ أدولف هتلر الحرب العالمية الثانية في أوروبا مع غزو بولندا في سبتمبر 1939 وكان محوريًا في الهولوكوست. لقد كرهه أعداؤه المضطهدون وحتى من قبل بعض أبناء بلده. على الرغم من محاولات اغتياله، لم تنجح أي منها. كان لدى هتلر العديد من وحدات الحراسة الشخصية على مر السنين والتي وفرت الأمن والحماية. 
عندما عاد هتلر إلى ميونيخ من الخدمة العسكرية في عام 1918، أصبح عضواً في الحزب النازي، وهو حزب سياسي يميني متطرف في بافاريا. في عام 1921، انتخب زعيما للحزب. كما عززت خطبه العنف والعنصرية، وأصبح هتلر بحاجة إلى أمن دائم. 
تأسست كتيبة العاصفة في عام 1920، وكانت الأولى من بين العديد من فرق الحماية شبه العسكرية التي عملت على حماية المسؤولين النازيين. في عام 1923، تم إنشاء وحدة حراسة شخصية صغيرة، والتي أصبحت تعرف باسم قوات الصدمة، مخصصة لحماية هتلر. كان تحت سيطرة كتيبة العاصفة. ثم في عام 1925، مع نمو الحزب النازي، تم إنشاء الشوتزشتافل كقسم فرعي من كتيبة العاصفة. في البداية تكونت فقط من حوالي مائة رجل، كانت في الأصل أيضًا وحدة حماية شخصية لهتلر. تم إنشاء العديد من منظمات الحراسة الشخصية، مثل بيجليتكوماندو دس فوهررس (FBK) وجهاز أمن الرايخ (RSD) ولايبشتاندارته أدولف هتلر (LSSAH) كأقسام فرعية في الشوتزشتافل. ومن بين قوات الشرطة والأمن المتاحة البوليس السري الألماني (غيستابو) و شرطة النظام (أوربو) و إدارة التحقيقات الجنائية (كريبو) و شرطة الأمن (سيبو). بالإضافة إلى ذلك، قامت مؤسسة الاستخبارات النازية، الشرطة الأمنية الألمانية (أس دي)، بالتحقيق وإجراء عمليات تفتيش أمنية على الأشخاص، بمن فيهم أعضاء الحزب. إذا قرر موظفو الأس دي إجراء عملية اعتقال، فقد قاموا بنقل المعلومات إلى الغيستابو. مثل العديد من الحكام المستبدين، أحاط هتلر نفسه بوحدات أمنية لحمايته. 

## خلفية
كان أدولف هتلر في التاسعة والعشرين من عمره عام 1918، عندما عاد إلى ميونيخ بعد هزيمة ألمانيا في الحرب العالمية الأولى. على غرار العديد من قدامى المحاربين الألمان في ذلك الوقت، كان يشعر بالمرارة والإحباط. لقد كان يؤمن بأسطورة «أسطورة الطعنة في الظهر» الواسعة الانتشار، وهي أن الجيش الألماني لم يخسر الحرب في ساحة المعركة بل على الجبهة الداخلية بسبب الشيوعيين واليهود. 
كانت فترة الثلاثينيات من القرن الماضي فترة من الاضطرابات المدنية في ألمانيا، تفاقمت بسبب المشاكل الاقتصادية للكساد الكبير. في هذه البيئة، تم تشكيل عدد من الأحزاب السياسية المتطرفة، بما في ذلك حزب العمال الألماني (DAP)، وهو سلف قصير العمر للحزب النازي.  بعد أن شعر بفرصة، قرر هتلر الانضمام إلى حزب العمل الديمقراطي، الذي أعيد تسميته باسم الحزب النازي في عام 1920.  واعتبر خطيبًا جذابًا أدى إلى اختياره لقيادة الحزب في العام التالي.  على مر السنين، زاد عدد أعداء هتلر، خاصة بعد استيلاء الحزب النازي على السلطة في عام 1933. ازدادت المشكلات الأمنية مع بدء ألمانيا ضم أراضي«الدول التي تحتلها» ومع غزو بولندا، التي بدأت الحرب العالمية الثانية في أوروبا.  وهكذا أنشأ قادة حرسه الشخصي هيكلًا أمنيًا تم اتباعه طوال الحرب في أوروبا. 

## منظمات الحراسة الشخصية
كتيبة العاصفة (عادة ما تختصر بالـ«إس أيه» (SA)) كانت منظمة شبه عسكرية للحزب النازي أنشئت في عام 1920 لتحمي مسيرات الحزب وتعطيل اجتماعات خصومهم. بحلول الوقت الذي استولى فيه النازيون على السلطة في عام 1933، كانت قد نمت إلى ما يقرب من أربعة ملايين رجل. كان يقودها إرنست روم، الذي أطلق عليه الرصاص في عام 1934 بناء على أوامر من هتلر بعد رفضه الانتحار.
قوات الصدمة ("Shock Troop-Hitler" SSH) كانت وحدة حراسة شخصية منفصلة تم تشكيلها بناءً على طلب هتلر في عام 1923. كانت مكرسة لخدمته بدلاً من «كتلة» للحزب، مثل كتيبة العاصفة. وكان من بين الأعضاء رودولف هيس، الذي كان فيما بعد نائب؛ يوليوس شريك، الذي أصبح فيما بعد سائق هتلر الشخصي؛ واميل موريس، الذي سُجن مع هتلر بعد فشل إنقلاب بير هول في عام 1923. وكان من بينهم أولريش جراف، وهو عضو (من اوائل الاعضاء) في الحزب كان قد قُتل تقريبًا خلال الانقلاب الذي حدث في عام 1923، وبرونو جيتشه. في 9 نوفمبر 1923، شاركت ستوستروب (قوات الصدمة)، بالإضافة إلى كتيبة العاصفة والعديد من الوحدات شبه العسكرية النازية، في الانقلاب الفاشل في ميونيخ. في أعقاب ذلك، تم سجن هتلر وتم حل حزبه وجميع التشكيلات المرتبطة به، بما في ذلك قوات الصدمة.
شوتزشتافل (سرب الحماية، إس إٍس) كان فرقة حماية شخصية لهتلر التي تم إنشاؤها في عام 1925. في حين قدر عدد كتيبة العاصفة بالملايين، بدأت قوات الأمن الخاصة بأقل من مائة رجل. كان يرتدي أفرادها الزي الرسمي المكون من ربطة عنق سوداء وقبعة سوداء مع جمجمة توتنكوف («رأس الموت») ورمز عظام عليه. بعد مارس 1927، كان لدى قوات الأمن الخاصة متطلبات تجنيد أكثر صرامة من كتيبة العاصفة. على الرغم من خضوعها لكتيبة العاصفة حتى صيف عام 1934، فقد تصرف أعضاؤها وكأنهم من نخبة الحزب النازي. من يناير 1929 ولاحقا، تم قيادة شوتزشتافل بواسطة هاينريش هيملر بصفته زعيم الرايخ إس إس؛ في وقت لاحق من عام 1936، تم تعيين هيملر رئيسًا لكل الشرطة الألمانية. داخل الفروع الرئيسية لـ شوتزشتافل في ألجيماينه إس إس وتوتنكوبف-إس إس وفافن إس إس، توجد فروع فرعية أخرى، بما في ذلك مكتب الأمن الرئيسي للرايخ (التي كانت بمثابة أقسام: الشرطة الأمنية الألمانيةوغيستابو وكريبو). بعد الحرب، وعملاً بالأحكام الصادرة في محاكمات نورمبرغ، فضلاً عن العديد من التحقيقات والمحاكمات المتعلقة بجرائم الحرب التي تمت منذ ذلك الحين، تم الحكم على جهاز الأمن الخاص كمنظمة إجرامية وعقد العزم على تحمل المسؤولية عن غالبية جرائم الحرب النازية. على وجه الخصوص، كانت المنظمة الرئيسية التي نفذت المحرقة.
الشرطة الأمنية الألمانية (جهاز الأمن في الرايخ إس إس، أو أس دي) كان جهاز الأمن والمخابرات التابع لشوتزشتافل وفي وقت لاحق للحزب النازي ككل. تأسست الشرطة الامنية الألمانية من قبل هيملر في عام 1931 باسم Ic-Dienst. تحت برئاسة راينهارد هايدريش. في عام 1932، تم تغيير اسم المنظمة إلى Sicherheitsdienst، وبحلول أبريل 1934 كانت تعتبر منظمة شقيقة لغيستابو. كانت الشرطة الامنية الألمانية بشكل أساسي وكالة جمع المعلومات، وكانت الغيستابو، وإلى حد ما غدارة التحقيقات الجنائية (كريبو)، هي الوكالة التنفيذية لنظام الشرطة السياسية. تحت سيطرة هايدريش، تبعت الشرطة الامنية الألمانية والغيستابو إلى هيملر كرئيس للشرطة الألمانية وزعيم الرايخ إس إس. بحلول عام 1944، ضمت الشرطة الامنية الألمانية أكثر من 6000 عضو. بعد وفاة هايدريش، ترأس الوكالة إرنست كالتنبرونر.
بيجليتكوماندو دس فوهررس («مرافقة الفوهرر»؛ SS-BKdF) كانت وحدة حماية شوتزشتافلتشكلت في فبراير 1932 كمرافقة لحماية هتلر أثناء السفر. تتكون الوحدة من ثمانية رجال عملو على مدار الساعة لحماية هتلر. في وقت لاحق تم توسيعها وأصبحت تعرف باسم Führerbegleitkommando («مرافقة قيادة الفوهرر»؛ FBK). استمرت تحت قيادة منفصلة وظلت مسؤولة عن الحماية الشخصية لهتلر. تم تعيين إس إس-أوبرستورمبانفوررفرانز شيلد آخر قائد لها في 5 يناير 1945، بعد إقالة برونو جيتش.
جهاز أمن الرايخ (الفوهرر شوتزكوماندو أو دائرة الأمن) كان وحدة حماية أسسها هيملر في مارس 1933. وكانت مهمتها في الأصل حماية الفوهرر فقط أثناء تواجده داخل حدود بافاريا، وكان أعضاؤها يتألفون من رجال مباحث الشرطة البافارية. في ربيع عام 1934، حلوا محل بيجليتكوماندو دس فوهررس لحماية هتلر الشاملة في جميع أنحاء ألمانيا. تم تغيير اسم FSK إلى Reichssicherheitsdienst («جهاز أمن الرايخ»؛ RSD) في أغسطس 1935. بعد ذلك، عمل جهاز امن الرايخ ومرافقة قيادة الفوهرر معًا من تامين الأمن والحماية أثناء الرحلات والمناسبات العامة، لكنهما كانا يعملان كمجموعتين واستخدمتا مركبات منفصلة. كان يوهان راتينهوبر، رئيس مكبت امن الرايخ، أخر رئيس لمرافقة قيادة الفوهرر ونائبها.
لايبشتاندارته أدولف هتلر («وحدة حراسة ادولف هتلر»; LSSAH) كانت وحدة حماية خاصة من النخبة تأسست عام 1933 لتوفير الحماية لمساكن ومكاتب هتلر. كان لدى ها بعض متطلبات الدخول الأكثر صرامة. أصر القائد يوزاف ديتريش على أن يكون الرجال في حالة بدنية جيدة، تتراوح أعمارهم بين 23 و35 عامًا، ولديهم سجل أصل مؤكد دون نسب يهودي. نمت في نهاية المطاف لتصبح فافن-إس إس. على الرغم من انها تقع إسميا تحت قيادة هيملر، كان ديتريش القائد الحقيقي. بحلول عام 1945، بينما قاتلت على الجبهة الشرقية خلال الحرب العالمية الثانية، بقيت مجموعة أساسية من 800 رجل في برلين وتشكلت كتيبة الحرس Leibstandarte (Wache Reichskanzlei)، والمكلفة بحراسة الفوهرر.
غيستابو (البوليس السري الألماني أو شرطة الدولة السرية) كانت قوة الشرطة السرية في ألمانيا النازية وأوروبا التي تحتلها ألمانيا. تشكلت في أبريل 1933 من قبل وزير الطيران هيرمان جورينج، وكانت بحلول العام التالي تديرها قوات الأمن الخاصة وتعتبر منظمة شقيقة لشرطة الامنية الألمانية. اعتمد الغيستابو على أعضاء وكالات أخرى، وجواسيس وشبكة ضخمة من المخبرين للحصول على المعلومات. كان بقيادة هيدريش وهينريش مولر. سواء تم تدريبهم كشرطة أصلاً أم لا، فإن عملاء الغيستابو أنفسهم تم تشكيلهم من خلال بيئتهم الاجتماعية والسياسية. يؤكد المؤرخ جورج سي. برودر أن هناك عملية من أربعة أجزاء (التفويض والتعزيز والروتين وإزالة الإنسانية) سارية المفعول والتي شرعت الأجواء النفسية والاجتماعية لتكييف أعضاء الغيستابو على العنف الراديكالي. شملت سلطة الغيستابو على ما كان يسمى، Schutzhaft («الحجز الوقائي»)، وهو تعبير لفظي عن القدرة على اعتقال وسجن الأشخاص دون إجراءات قضائية.
شرطة النظام (أوردنونغسبوليزي أو الشرطة النظاميةتختصر أوربو) كانت قوة الشرطة النظامية في ألمانيا النازية. أنشئت في عام 1936 من قبل وزارة الداخلية، وكانت مسؤولة عن إنفاذ القانون في جميع أنحاء ألمانيا. أنشئت في عام 1936 من قبل وزارة الداخلية، وكانت مسؤولة عن إنفاذ القانون في جميع أنحاء ألمانيا. كان ذلك في الأصل تحت قيادة قائد الشرطة كورت دالوج، ولكن بعد أن أصيب بنوبة قلبية في عام 1943، تم استبداله بألفريد وينينبرغ. بحلول عام 1944، ضمت للمنظمة أكثر من 400000 عضو، مما يجعلها أكبر قوة شرطة في ألمانيا. 
إدارة التحقيقات الجنائية (الشرطة الجنائية أو كريبو) كانت الشرطة الجنائية لألمانيا النازية. كان موظفو الوكالة في الغالب من المحققين ووكلاء في ملابس مدنية، وعملوا بالتعاون مع الغيستابو. كان تحت قيادة آرثر نيبي من إدارة التحقيقات الجنائية المركزية في ألمانيا النازية (التي أصبحت فيما بعد تعرف بAmt V لمكت امن الرايخ) حتى عام 1944. في السنة الأخيرة من وجودها، كانت Amt V تحت قيادة فريدريش بانزينجر، الذي أرتبط مع إرنست كالتينبرونر.
شرطة الأمن (أجهزة التحقيق السياسي والجنائي التابعة للدولة تختصر سيبو) كان وكالة التحقيق الجنائي لألمانيا النازية. تم إنشاؤها في عام 1936، وكانت تتألف من الغيستابو وكريبو. في سبتمبر 1939، تم دمج الوكالة في مكتب الأمن الرئيسي للرايخ.
فورربغلايت بريغاده كانت وحدة حماية عسكرية أنشئت قبل بدء الحرب. كانت مهمتها حماية المقر العسكري لهتلر ومرافقته عند زيارة جبهات القتال. كما كانت مسؤولة عن جميع الأمتعة التي تم نقلها مع هتلر وموظفيه. كان يقودها في الأصل إرفين رومل. تابع أوتو إرنست ريمر قيادتها، والتي لعبت دورا رئيسيا في إخماد محاولة الانقلاب العسكري ضد هتلر في 20 يوليو 1944 في برلين.

## حادثة الفوهرر شوتزكوماندو
في 1932-1933، لم يُسمح للفوهرر شوتزكوماندو إلا بتوفير واجبات أمنية لهتلر عن بُعد. في إحدى ليالي عام 1933، أثناء سفره في ميونيخ، أصبح هتلر على علم بسيارة مجهولة تتبع سيارته.  أخبر سائقه إريك كيمبا بزيادة سرعة سيارة مرسيدس بنز، وبالتالي فإن السيارة التالية لم تستطع مجاراتها. اتضح أن السيارة التي كانت تلاحق هتلر كانت مليئة بحراس هاز امن الرايخ الشخصيين، الذين لم يفكروا في إبلاغ الفوهرر أو مرافقته مسبقاً.  يوضح هذا الحادث «الطبيعة الهزلية في بعض الأحيان لأمن هتلر» خلال السنوات الأولى.  كما أنه مثال على ازدواجية الإدارات والوحدات ذات المسؤوليات المتداخلة، والتي كانت شائعة في ألمانيا النازية.  تم استخدام هذه السياسة في «التسلسل الهرمي» لقوات الأمن الخاصة والحزب النازي لمنع شخص واحد أو مجموعة واحدة من الحصول على الكثير من القوة. 

## هيكل الحماية
مع انتقال هتلر من سياسي عديمي الجنسية إلى الزعيم الأعلى لألمانيا النازية، توسعت مسؤوليات حارسه الشخصي بشكل كبير. أنشأ قادة الحراسة الشخصية في الدائرة الداخلية للفوهرر في النهاية روتينًا، وبحلول عام 1939، تم تحديد الأدوار بوضوح أكبر فيما يتعلق بالواجبات التي ستضطلع بها كل وحدة.  

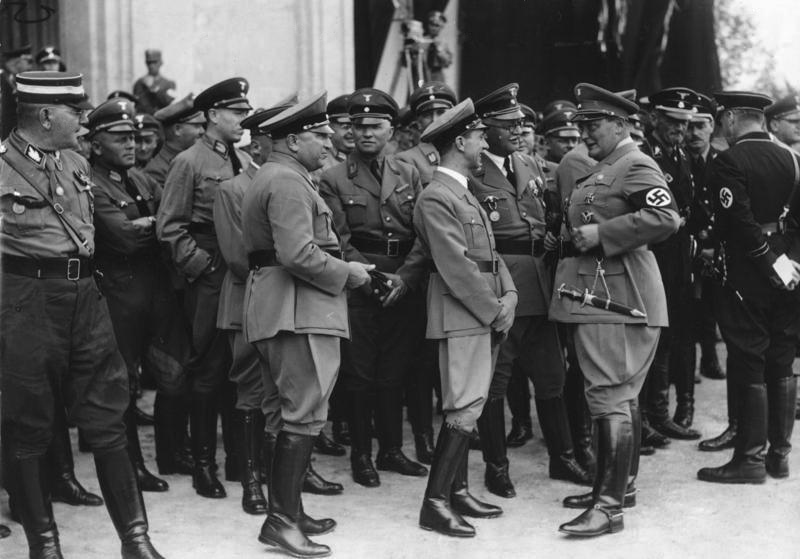
يختلط حرتس شخصيين تابعين لجهاز أمن الرايخ أثناء وصول جوزيف غوبلز وهيرمان جورينج، 1936

في كل مكان ذهب هتلر، كان برفقة رجال من مرافقة الفوهرر.  عملوا في ثلاث نوبات، مما يوفر حماية وثيقة لهتلر. قبل الرحلة أو مناسبة عامة مهمة، قام جهاز امن الرايخ بفحص الطريق والمباني على طوله والأماكن التي كان يجب على هتلر زيارتها.  قدم مكتب الفيستابو المحلي تقارير استخباراتية، إلى جانب معلومات عن أي شائعات عن محاولات اغتيال إلى جهاز امن الرايخ.  تم استدعاء ضباط شرطة النظام أوربو عند الضرورة للمساعدة في الأمن. إلى أقصى حد ممكن، كانت الشوارع أو الطرق المؤدية إلى مبنى يصطف عليها رجال من قوات الأمن الخاصة. وفي الوقت نفسه، أختلط رجال قوات الأمن الخاصة بالملابس المدنية أو ضباط شرطة كريبو بالحشود. وقد سبق موكب هتلر سيارة تجريبية. تبعت سيارة هتلر، التي عادة ما تكون مرسيدس-بنز مفتوحة. كان هتلر يقف دائمًا أو يجلس في المقعد الأمامي، بجانب السائق، مع أحد أعضاء مرافقة الفوهرر ومساعد خلفه. بعد سيارته كانت سيارتين إلى اليسار واليمين، واحدة مع بقية مرافقة الفوهرر والآخر مع مفرزة من رجال جهاز امن الرايخ.
حرست لايبشتاندارته أدولف هتلر المساكن والمكاتب الخاصة بهتلر، ووفرت حلقة خارجية من الحماية للفوهرر وزواره.  المباني محمية وشملت مستشارية الرايخ القديمة ومستشارية الرايخ الجديدة، والبرغهوف في أوبيرسالزبرج لجبال الألب البافارية بقرب بيرشتسجادن، بافاريا. كما حرست مداخل مستشفى الرايخ القديم ومستشفى الرايخ الجديد. كان لدى شرطة أوربو أيضًا مواقع حراسة في الداخل، حيث تم فحص تصاريح الأشخاص وبطاقات الهوية.  كان جهاز أمن الرايخ مسؤولا عن جعل الغيستابو وكريبو بإجراء فحوصات أمنية على أي موظف وعامل.  تم مساعدتهم من قِبل الشرطة الأمنية، حيث قاموا بالتحقيق ومراقبة الأشخاص بحثًا عن أنشطة تخريبية ونقلوا المعلومات التي تم جمعها إلى الغيستابو لاتخاذ الإجراءات اللازمة عند الحاجة.  أينما كان هتلر يقيم، كان أعضاء مكتب امن الرايخ ومرافقة الفوهرر حاضرين. قام رجال مكتب امن الرايخ بدوريات ووفر رجال مرافقة الفوهرر حماية أمنية مشددة. في المناسبات الخاصة، تم زيادة عدد حراس لايبشتاندارته أدولف هتلر.  في مسكن بيرغوف في أوبرسالزبرغ، تم إيواء كتيبة كبيرة من لايبشتاندارته أدولف هتلر في الثكنات المجاورة. قاموا بدوريات في منطقة أمنية واسعة النطاق حيث طوقت المنازل القريبة من الزعماء النازيين الآخرين. علاوة على ذلك، تم تحويل الفندق السابق "Turken" إلى مكان لإيواء أفراد مكتب امن الرايخ.  كان رجال مرافقة الفوهرر مع هتلر دائما، لتوفير الحماية الأمنية الوثيقة. 
بعد بدء الحرب، وفرت مرافقة الفوهرر حماية أمنية أوسع لهتلر عندما كان يقيم في بيرغوف، حيث سافر بالسيارة إلى مواقع القيادة في الخطوط الأمامية وفي المقر العسكري.  كانوا في مركبات مدججة بالسلاح في مقدمة وخلف قافلة هتلر. بالإضافة إلى ذلك، تم وضع دراجة نارية تابعة للجيش في مقدمة وخلف قافلة المركبات.  كانت مرافقة الفوهرر تركب مع هتلر وكان رجال مكتب امن الرايخ يركبون في سيارة منفصلة أثناء الرحلات. 

## اختراقات أمنية

### بير هوول Bürgerbräukeller
في 8 نوفمبر 1939، ذهب هتلر إلى قاعة البيرة في Bürgerbräukeller في ميونيخ للاحتفال بالذكرى السنوية لمحاولة الانقلاب في عام 1923. بدأ يتحدث في حوالي الساعة 8:10 مساءً، في وقت أبكر من المعتاد لأنه كان لديه عمل عاجل في برلين. غادر القاعة في حوالي الساعة 9:07 مساء. بعد حوالي ثلاثة عشر دقيقة، انفجرت قنبلة موقوتة كانت مخبأة داخل عمود خلف منصة المتحدث، مما أدى إلى مقتل ثمانية أشخاص وإصابة ثلاثة وستين آخرين. 
كان الرجل الذي يقف وراء محاولة الاغتيال هو يوهان جورج ألسر، الذي دعم حزب كومونيستيشه بارتاي دويتشلاندز (الحزب الشيوعي الألماني؛ KPD)، حيث شعر أيضًا أن هتلر كان يقود البلاد إلى الحرب.  بعد أن أغلقت قاعة البيرة، من أغسطس إلى بداية نوفمبر، عمل على نحت تجويف مخفي في العمود.  في الوقت الذي انفجرت فيه القنبلة، كان إلسر متجهًا إلى الحدود السويسرية. تم القبض عليه من قبل شرطة الجمارك الألمانية وتم تسليمه لاستجوابه من قبل الغيستابو قبل إرساله إلى معسكر الاعتقال داكاو. تم إعدامه في 9 أبريل 1945.  كان هذا الحدث بمثابة إحراج لأجهزة الأمن ونظراً إلى «حساسية القضية» تولى هيملر وهيدريش مسؤولية التحقيق. على الرغم من أن إلسر كان يتصرف بمفرده دون أي مساعدة، فقد كان هايدريش مقتنعًا بأن المخابرات البريطانية كانت متورطة. 

### الجبهة الشرقية في سمولينسك
في 13 مارس 1943، استعدادًا لمعركة كورسك، زار هتلر الجبهة الشرقية في سمولينسك. في الأصل كان الخطة تتمثل في قيام بعض الضباط بإطلاق النار على هتلر بشكل جماعي في عملية فوضى لضباط أثناء الغداء. ومع ذلك، تم وضع هذه الخطة جانبا.  بدلاً من ذلك، تم تنفيذ خطة ثانية صممتها مجموعة المقاومة النازية التابعة للجنرال هينينغ فون تريسكو. عند المغادرة، وافق الضابط هاينز براندت، الذي كان مسافراً في حاشية هتلر، على أخذ صندوق يحتوي على زجاجتين من كونياك إلى العقيد هيلموث ستيف الذي كان يتمركز في مقر هتلر. تم تسليم الحزمة إلى براندت بواسطة Tresckow. وكانت زجاجات كونياك في الواقع قنبلة وضعت في غلاف، مع صمامات موقتة. أقلعت الطائرة بكلا من هتلر وبراندت على متنها، لكنها وصلت بسلام إلى المقر الرئيسي لوكر الذئب في شرق بروسيا. من المرجح أن القنبلة لم تنفجر لأن درجات الحرارة المنخفضة للغاية في مقصورة الأمتعة غير المسخنة في الطائرة منعت الصمامات من العمل بشكل صحيح.  

### المؤتمر العسكري وكر الذئب
كان المقر الرئيسي العسكري لهتلر الأكثر شهرة خلال الحرب هو «وكر الذئب» (Wolfsschanze). قضى وقتًا أطول في مقر القيادة العسكرية للجبهة الشرقية أكثر من أي مكان آخر. هتلر وصل لأول مرة للمقر في يونيو 1941. وفي المجموع، أمضى أكثر من 800 يوم هناك خلال فترة حتى رحيله النهائي في 20 نوفمبر 1944.  كان يحرسه أفراد من جمهورية جهاز أمن الرايخ ومرافقة الفوهرر. 
كان لديه عدة مناطق أمنية. تقع سبيركريس 1 (المنطقة الأمنية 1) في قلب منطقة وكر الذئب. يحيط به سياج من الصلب ويحرسه رجال جهاز امن الرايخ ومرافقة الفوهرر، ويحتوي على مستودعات هتلر وعشرة مستودعات مموهة أخرى مبنية بسمك 2 متر (6 قدم 7 بوصة) من الخرسانة المسلحة الصلبة.   سبيركريس 2 (المنطقة الأمنية 2) تحيط بالمنطقة الداخلية. تضم هذه المنطقة العديد من وزراء الرايخ، وموظفي المقر الرئيسي، ومركز اتصال، وكذلك الثكنات العسكرية لمرافقة الفوهرر. كانت سبيركريس 3 (المنطقة الأمنية 3) منطقة أمنية خارجية شديدة التحصين تحيط بالمنطقتين الداخليتين. تم الدفاع عنها من قبل الألغام الأرضية وموظفي مرافقة الفوهرر، الذين يشغلون مناطق الحراسة وأبراج المراقبة ونقاط التفتيش. على الرغم من الأمن، فإن محاولة الاغتيال الأكثر بروزًا ضد هتلر تمت في وكر الذئب في 20 يوليو 1944.  
مع تعرض ألمانيا لهزيمة كبيرة على جميع الجبهات، قرر العقيد كلاوس فون ستافنبرغ وحلقة من المتآمرين القضاء على هتلر والقيادة النازية، وإنشاء حكومة جديدة وإنقاذ البلاد من الدمار الشامل.  في 20 يوليو 1944، أثناء مؤتمر عسكري في وولفز لاير (وكر الذئب)، زرع ستافنبرغ قنبلة في حقيبة تحت طاولة مؤتمر هتلر ثم غادر بسرعة، مدعيا أنه اضطر لإجراء مكالمة هاتفية مهمة. بعد ذلك بفترة وجيزة، انفجرت القنبلة، مما أدى إلى إصابة ثلاثة ضباط بجروح خطيرة، وتوفي بعد ذلك بقليل. نجا هتلر مع إصابات طفيفة فقط. 
أغلقت مرافقة الفوهرر الحواجز الأمنية الثلاثة جميعها، ولكن بحلول ذلك الوقت، تم السماح لسيارة ستافنبرغ بالمرور عبر اثنتين منهم أثناء مغادرته المنطقة.  عكس العقيدة الأمنية المفروضة في المكان، تمكن ستافنبرغ ومساعده من المرور عبر نقطة تفتيش المنطقة الأمنية 3 المغلقة والمضي قدمًا إلى المطار للتوجه إلى برلين. لقد فرو قبل أن يتم تحديد الأحداث بوضوح من قبل الأفراد العسكريين والأمنيين في مجمع وكر الذئب. 

### اقتباسات
1. ↑  Stein 1984.
2. 1 2 3 4 5 6 7 8 9 10  Kershaw 2008.
3. 1 2 3 4 5 6 7 8 9 10 11 12 13 14 15 16 17  Felton 2014.
4. ↑  Allen 2005، صفحات 12–13.
5. ↑  McNab 2009، صفحات 14, 16.
6. ↑  McNab 2009، صفحات 10, 11.
7. ↑  Wegner 1990، صفحة 62.
8. ↑  Collier & Pedley 2005، صفحات 51–53.
9. ↑  Weale 2012، صفحة 33.
10. ↑  محكمة نورنبيرغ (1946). Nazi Conspiracy and Aggression (PDF). Washington, DC: Superintendent of Documents, U. S. Government Printing Office. ج. 1. ص. 70–71. مؤرشف من الأصل (PDF) في 2018-07-25.
11. 1 2  Gerwarth 2011، صفحات 56–57.
12. 1 2 3  Gellately 1990، صفحات 44–45.
13. ↑  Weale 2012، صفحات 131–135, 144.
14. ↑  Hoffmann 2000، صفحات 48, 54–57.
15. ↑  Hoffmann 2000، صفحات 36–48.
16. ↑  Joachimsthaler 1999، صفحات 293, 294.
17. ↑  Hoffmann 2000، صفحة 32.
18. ↑  Hoffmann 2000، صفحة 36.
19. ↑  Felton 2014، صفحات 32–33.
20. 1 2  Williams 2001، صفحة 77.
21. ↑  Weale 2012، صفحة 133.
22. ↑  Hillebrand 1969، صفحة 322.
23. 1 2 3 4 5 6 7 8 9  Hoffmann 2000.
24. ↑  Wegner 1990.
25. ↑  Cook & Bender 1994.
26. ↑  McNab 2009.
27. ↑  Gerwarth 2011.
28. 1 2  Fest 1997.
29. 1 2  Housden 1997.